# تیم دوچرخه‌سواری پاناسونیک
تیم دوچرخه‌سواری پاناسونیک (انگلیسی: Panasonic) یک تیم دوچرخه‌سواری در کشور هلند بوده.
این تیم در سال ۱۹۸۴ تأسیس و در سال ۱۹۹۲ منحل شده‌است.

## افتخارات
- قهرمان بخش امتیاز تیمی تور دو فرانس ۱۹۸۴، ۱۹۸۶
- قهرمان بخش تیمی جیرو دیتالیا ۱۹۸۷